# Jerry Cantrell
Jerry Fulton Cantrell Jr. (Tacoma, 18 marzo 1966) è un chitarrista, cantante e cantautore statunitense, fondatore e leader del gruppo Alice in Chains.
Nel 2012 è stato inserito al 37º posto tra i 100 migliori chitarristi di tutti i tempi dalla rivista Guitar World.

## Biografia

### Infanzia, adolescenza e prime esperienze musicali
Nasce a Tacoma, nello Stato di Washington, da Gloria Jean Krumpos e Jerry Fulton Cantrell, e cresce a Spanaway. Ha origini europee da parte di madre: la nonna è norvegese, il nonno è ceco. Maggiore di tre figli, ha un fratello, David, e una sorella, Cheri. Sua madre lavora come impiegata amministrativa ed è musicista dilettante, suo padre è un veterano dell'esercito reduce dal Vietnam, che Cantrell conosce per la prima volta all'età di tre anni. Quando Jerry ha sette anni, i suoi genitori divorziano e viene cresciuto dalla madre e dalla nonna materna.
Cresciuto in una famiglia con una grande passione per la musica, specialmente country, Jerry manifesta precocemente la sua vocazione. Non appena impara a scrivere, sul suo My Book About Me, libro per bambini ideato dal Dr. Seuss, completa la frase "Da grande voglio fare..." con le parole "rock star".
Il primo disco che possiede è The Greatest Hits di Elton John, ricevuto in regalo a dieci anni dal padre. Oltre al cantante britannico, le influenze musicali dichiarate saranno poi Jimi Hendrix, Ace Frehley, Tony Iommi, Angus Young, Jimmy Page, Glenn Tipton, K.K. Downing, David Gilmour, Nancy Wilson, Eddie van Halen, Fleetwood Mac, Heart, Rush, Soundgarden.
Anche la scuola è un ambiente particolarmente incoraggiante e ricco di stimoli musicali e artistici, e contribuirà a formare la personalità di Cantrell: qui canta nel coro, di cui diviene presidente, e partecipa alle recite scolastiche.
Nel 1984 si diploma alla Bethel High School e nel 1985, dopo un semestre al college, si trasferisce a Dallas, in Texas, per unirsi a degli amici in una band. Qui svolge diversi lavori e forma le sue prime band: Sinister e Raze. Conosce inoltre i fratelli Darrel e Vincent Abbott, primo nucleo dei Pantera, a cui lo legherà profonda amicizia.
Di ritorno a Tacoma, forma la band Diamond Lie, con il cantante Scott Damon, il batterista Bobby Nesbitt e il bassista Matt Muasau. Il quartetto suona diversi concerti a Tacoma e Seattle, e regista una demo al London Bridge Studio.
Nella seconda metà degli anni Ottanta due lutti segnano duramente la vita di Cantrell: muoiono la nonna materna Dorothy (ottobre 1986) e la madre Gloria (aprile 1987), entrambe di cancro. Jerry ha 21 anni e cade in una profonda depressione.
Tre settimane dopo la morte della madre, Cantrell va al concerto di una band chiamata Alice N' Chains al Tacoma Little Theatre, e rimane impressionato dalla voce del cantante, Layne Staley. I due si conosceranno qualche tempo dopo, ad una festa a Seattle. Cantrell, cacciato di casa, non ha un posto dove stare, e Staley gli propone di condividere la stanza al Music Bank, una sala prove di Seattle aperta 24 ore su 24.
In seguito Cantrell manifesta a Staley la volontà di formare una nuova band, e questi lo mette in contatto con il batterista Sean Kinney, fidanzato a sua volta con Melinda, la sorella del bassista Mike Starr, che aveva già suonato con Cantrell nei Gipsy Rose. I tre cominciano a suonare insieme e propongono a Staley di unirsi a loro come cantante, il quale, dopo qualche reticenza, accetta.
È il 1987. Dopo vari cambi di nome, la band adotta il nome della vecchia band di Staley, Alice N' Chains, poi modificato definitivamente in Alice in Chains.
Nel giugno del 1988, ad un concerto dei Guns N' Roses a Seattle, Cantrell conosce Courtney, una ragazza che sarà spesso da lui citata come suo grande amore e che ispirerà diverse sue canzoni, da Down in a hole a Heaven beside you a She was my girl. La ragazza compare per qualche secondo nel documentario parodistico The Nona Tapes (1995). Di questa serata Cantrell racconterà anche l'incontro con Axl Rose, a cui lascia un demo della band, che questi prende e butta nella spazzatura poco dopo.
In seguito il demo, The Treehouse Tapes, arriva ai manager Kelly Curtis e Susan Silver, che lo passano alla Columbia Records. Dopo tre mesi di negoziazione, la band firma il contratto l'11 settembre 1989.

### Il successo con gli Alice in Chains
Negli Alice in Chains, Cantrell è chitarrista solista, co-autore di musiche e testi e vocalist. Sarà Staley ad incoraggiarlo a cantare più spesso, specie quando i suoi testi sono di natura molto personale L'armonizzazione vocale tra i due cantanti, uno dei tratti distintivi della band, ha fatto loro guadagnare l'appellativo di "satanic Everly Brothers", accostamento molto apprezzato dallo stesso Cantrell.. Cantrell è considerato la mente musicale della band, colui che, grazie al peculiare stile chitarristico e al gusto compositivo, ne ha determinato il suono.
Provenienti dall'area di Seattle, gli Alice in Chains vengano considerati parte integrante e tra i massimi rappresentanti della scena grunge, musicalmente molto composita e varia. Della propria band Cantrell ribadisce la matrice heavy metal: "Siamo una combinazione di molte cose diverse che non saprei definire con esattezza, ma certamente ci sono metal, blues, rock&roll, forse un tocco di punk. La componente metal non ci lascerà mai, e non voglio che accada".
L'album di debutto, Facelift, (1990) trainato dal singolo Man in the Box, vende due milioni di copie ed è certificato doppio-platino. Cantrell lo dedica all'amico Andrew Wood, cantante dei Mother Love Bone morto per overdose, e alla madre Gloria, per la quale ha scritto la canzone Sunshine: "Quando ero piccolo le dicevo sempre che sarei diventato famoso, che le avrei comprato una casa e non avrebbe mai più dovuto lavorare, che mi sarei occupato di lei come lei si era occupata di me. Quando è morta, è stato davvero un periodo orrendo per me. Non sapevo come affrontare la cosa, e tuttora non lo so. Ma mi ha dato la forza di fare ciò che sto facendo".
Segue l'EP acustico Sap (1992), nel quale Cantrell è accreditato come bassista nel brano Love Song e canta come voce principale il brano Brother, da lui scritta per il fratello minore David.
Il secondo album Dirt (1992), certificato quadruplo platino, è la consacrazione definitiva, con grande successo di pubblico e di critica. Tra i singoli ci sono Would?, che farà parte della colonna sonora del film Singles, dedicato ad Andrew Wood; Rooster, ispirato all'esperienza del padre in Vietnam e scritto a casa della manager Susan Silver e del marito Chris Cornell, cantante dei Soundgarden, e Down in a Hole, sulle difficoltà emotive nel vivere la relazione di coppia.
Il secondo EP acustico, Jar of flies (1994), debutta alla posizione n.1 della Billboard 200 e contiene il brano strumentale Whale & Wasp, una conversazione, spiega Cantrell, tra balene e vespe.
Nello stesso anno Layne Staley si dedica al progetto parallelo Mad Season, accettando l'invito di Mike McCready, chitarrista dei Pearl Jam, anch'egli impegnato in una lotta contro la dipendenza. La band, composta anche dal bassista John Baker Saunders e dal batterista Barrett Martin, pubblica un unico album, Above (1995) , acclamato dalla critica e dal pubblico. In aprile Cantrell è tra il pubblico al concerto della band al Moore Theatre di Seattle. Interpellato su questo progetto parallelo del compagno di sempre, esprime tutto il suo apprezzamento, confidando tuttavia che all'inizio vedere Staley sul palco con un'altra band è stato come "vedere la tua ragazza con un altro".
Il terzo album, Alice in Chains (1995) debutta anch'esso alla posizione n.1 della Billboard 200 e contiene tre singoli nei quali Cantrell è la voce principale: Grind, Over Now, and Heaven Beside You. L'album non è seguito da un tour di supporto.
Dopo due anni e mezza, la band torna a suonare dal vivo nell'MTV Unplugged, a New York. Si tratta di una performance in acustico particolarmente intensa e amata dalla fanbase del gruppo, di cui Cantrell si è detto molto fiero, e di cui ha raccontato retroscena e difficoltà. Il concerto viene pubblicato come album dal titolo Unplugged (1996).
Nel 1998, dopo quattro date come supporter ai Kiss, la band torna in studio per registrare due canzoni Get Born Again e Died, inizialmente concepite per il secondo album solista di Cantrell. I brani vengono invece inseriti nel box set Music Bank (1999). Seguono le raccolte Nothing Safe: Best of the Box (1999), Live (2000) e Greatest Hits (2001).
Nel 2002 Layne Staley viene ritrovato morto nel suo appartamento di Seattle. Stando ai resoconti delle persone vicine alla band, i due non avevano contatti da circa due anni. Tuttavia, Cantrell ha raccontato che prima dell'allontanamento lui e Staley passavano molto tempo facendo musica nel suo appartamento di Seattle Cantrell partecipa alla veglia per Staley e adotta la sua gatta Sadie, che ospiterà nel suo ranch in Oklahoma.
Nel 2003 Jerry Cantrell decide di liberarsi della dipendenza da alcool e droghe, percorso nel quale riconosce di essere stato aiutato dal compagno di band Sean Kinney e dalla manager Susan Silver. Nel parlare del ritorno alla sobrietà, Cantrell ricorda Staley ed esprime il desiderio che questi venga ricordato come artista, al di là della sua vicenda di tossicodipendenza.
Nel 2005 i membri superstiti della band si riuniscono per suonare insieme in occasione di un concerto di beneficenza per le popolazioni colpite dallo Tsunami. Cantrell, Kinney e Inez si esibiscono con diversi cantanti: Phil Anselmo dei Pantera e dei Down, Maynard James Keenan dei Tool, Scott Weiland degli Stone Temple Pilots, Ann Wilson delle Heart e William DuVall. Quest'ultimo diverrà poi cantante in pianta stabile della band quando, data l'accoglienza entusiastica, Cantrell decide di riprendere l'attività.

### La carriera solista
Come solista, Cantrell ha collaborato a diversi progetti musicali e colonne sonore. Del percorso da solista dice: 
Non è qualcosa che desideravo particolarmente fare, ma, dato come si sono messe le cose, mi sono detto, perché no? Se devo essere onesto, ero già felice di essere il chitarrista e cantante degli Alice in Chains: la band è stata il primo amore, ma la situazione è quella che è.. Siamo stati insieme per tanto tempo, e ora non funziona più. È tempo di lasciar succedere le cose e prendersi qualche rischio.
Il primo disco, Boggy Depot (1998), vede la partecipazione, oltre che del batterista Sean Kinney e del bassista Mike Inez, dei bassisti Les Claypool dei Primus e Rex Brown dei Pantera. Il suono del disco risente degli ascolti country nel quale Cantrell è cresciuto, genere che dichiara di apprezzare molto per la sua carica fortemente emozionale. L'album ottiene una buona accoglienza di critica e di pubblico, trainato dal singolo Cut you in e relativo videoclip. Sulla copertina dell'album, Cantrell rivela: 
Mentre scrivevo il disco, ho fatto qualche giro in Oklahoma. Guidavo fino alla riva del fiume dove poi abbiamo scattato le foto per la copertina. Ho scritto parte dei testi là. E ho avuto questa visione di me cosparso di fango, una cosa alla Martin Sheen in Apocalypse Now. Si adattava perfettamente a quello che stavo scrivendo.
Il disco successivo, Degradation Trip (Roadrunner Records, 2002) si avvale della presenza dei musicisti di Ozzy Osbourne: alla batteria Mike Bordin (ex Faith No More) e al basso Robert Trujillo. Ottiene una buona accoglienza ed è dedicato alla memoria di Layne Staley, morto due mesi prima della pubblicazione. Il video del singolo My song consta di due differenti versioni, una fedele all'idea originaria del regista, più forte, e una più adatta alla trasmissione in tv.
L'ultima fatica solista di Cantrell è Brighten (2021), trainato dal singolo Atone.
In occasione dell'uscita del suo nuovo album Brighten, Gibson ha realizzato in soli 100 esemplari la replica della sua chitarra Gibson Les Paul Custom color vinaccia (wine red).

### Vita privata
Jerry Cantrell, molto riservato sulla propria vita privata, ha però talvolta parlato apertamente della difficoltà di vivere una relazione di coppia stabile e monogama, sia per indole che per lo stile di vita imposto dalla carriera musicale. Attualmente vive a Los Angeles con i suoi gatti. Possiede anche un ranch in Oklahoma, dove vive il padre.

## Discografia

### Come solista
- 1998 - Boggy Depot
- 2002 - Degradation Trip
- 2002 - Degradation Trip Volumes 1 & 2
- 2021 - Brighten
- 2024 - I Want Blood

## Filmografia
The Nona Tapes (1995)
Jerry Maguire (1996), in un breve cameo.
Alice In Chains: AIC 23 (2013)